# Grzędy (gromada)
Grzędy – dawna gromada, czyli najmniejsza jednostka podziału terytorialnego Polskiej Rzeczypospolitej Ludowej w latach 1954–1972.
Gromady, z gromadzkimi radami narodowymi (GRN) jako organami władzy najniższego stopnia na wsi, funkcjonowały od reformy reorganizującej administrację wiejską przeprowadzonej jesienią 1954 do momentu ich zniesienia z dniem 1 stycznia 1973, tym samym wypierając organizację gminną w latach 1954–1972.
Gromadę Grzędy z siedzibą GRN w Grzędach utworzono – jako jedną z 8759 gromad – w powiecie grójeckim w woj. warszawskim, na mocy uchwały nr VI/10/5/54 WRN w Warszawie z dnia 5 października 1954. W skład jednostki weszły obszary dotychczasowych gromad Grzędy, Kotorydz, Przypki i Wola Przypkowska (z wyłączeniem południowej części o obszarze 106,72 ha, której granica przebiega w odległości 950 m od południowej granicy gromady Wola Przypkowska, biegnie w kierunku północno-zachodnim północnym brzegiem drogi prowadzącej od granicy osady Tarczyn do granicy gromady Przypki) ze zniesionej gminy Komorniki w tymże powiecie. Dla gromady ustalono 15 członków gromadzkiej rady narodowej.
29 lutego 1956 z gromady Grzędy wyłączono wieś Księżak włączając ją do gromady Tarczyn w tymże powiecie.
Gromadę zniesiono 1 stycznia 1958, a jej obszar włączono do gromady Tarczyn w tymże powiecie.